# Панславянски цветове
Панславянските цветове, червено, синьо и бяло, са цветовете, използвани върху знамената на само 6 от 13 - те славянски държави. Използването им означава общия произход на славянските народи. Първоначално трикольор на Руската империя, панславянските цветове са заимствани и от други славянски държави в течение на панславизма през 19 век в Европа.
Държавите, използващи (само и единствено) трите панславянски цвята на съвременните си знамена, са Русия, Сърбия, Хърватия, Словения, Република Сръбска (част от Босна и Херцеговина), Чехия, Словакия.
В миналото панславянските цветове са носели знамената също на Чехословакия, Югославия, Сърбия и Черна гора (до разпадането им), както и на Черна Гора (до 2004 г.).
Освен като знак на славяните, трите цвята се използват и в множество други народни знамена, в тези случаи представяйки свободата и революционните идеи, например знамената на Обединеното кралство, САЩ, Холандия и Франция.

## Съвременни знамена с панславянски цветове
- Знаме на Русия
- Знаме на Автономна република Крим
- Знаме на Хърватия
- Знаме на Чехия
- Знаме на Сърбия
- Знаме на Войводина
- Знаме на Република Сръбска
- Знаме на Словакия
- Знаме на Словения
- Знаме на лужишките сърби
- Знаме на русините
- Знаме на междуславянския език

## Други знамена с панславянски цветове
- Самарското знаме
- Бившето знаме на Черна Гора
- Знаме на Сърбия и Черна Гора
- Знаме на бившата СФР Югославия
- Знаме на държавата на словенци, хървати и сърби (1918)
- Знаме на Република Сръбска Крайна
- Знаме на Руската империя (Използвано през 1914 – 1917 г.)
- Знаме на Буковина
- Знаме на Протектората Бохемия и Моравия 1939 – 1945 г.

## Знамена на държави, в които се говори един отславянските езици, с други съчетания на цветове
- Знаме на България
- Знаме на легиите на Георги Сава Раковски
- Знаме на четата на Филип Тотю
- Знаме, ушито от Стиляна Парашкевова и подарено на Българското Опълчение в Браила през 1877 г.
- Знаме на Приднестровието
- Знаме на Беларус
- Знаме на Белоруската народна република
- Знаме на Полша
- Знаме на Северна Македония
- Знаме на Северна Македония (1991-1995)
- Знаме на Черна гора
- Знаме на Украйна
- Знаме на кралство Галиция и Лодомерия в Австро-Унгария
- Знаме на Кашубия
- Знаме на Федерация Босна и Херцеговина
- Знаме на Западна Босна (1995)
- Знаме на Босна и Херцеговина (1992-1998)
- Знаме на Босна и Херцеговина

## Знамена, базирани на панславянските цветове
- Знаме на Хакасия
- Знаме на Мордовия
- Знаме на Коми-Пермяцки окръг
- Знаме на Пермски край
- Знаме на Чукотка